# أوزفالدو بيازا
أوزفالدو بيازا (بالإسبانية: Osvaldo Piazza) هو مدرب كرة قدم ولاعب كرة قدم أرجنتيني في مركز الدفاع، ولد في 6 أبريل 1947 في بوينس آيرس في الأرجنتين. شارك مع منتخب الأرجنتين لكرة القدم. أما مع النوادي، فقد لعب مع فيليز سارسفيلد ونادي سانت إتيان ونادي لانوس.

## وصلات خارجية
- أوزفالدو بيازا على موقع قاعدة بيانات كرة القدم.إي يو (الإنجليزية)
- أوزفالدو بيازا على موقع ناشيونال فوتبول تيمز (الإنجليزية)
- أوزفالدو بيازا على موقع عالم كرة القدم.نت (الإنجليزية)